# 南苑街道 (杭州市)
南苑街道是中国浙江省杭州市临平区下辖的一个街道。南苑街道原属余杭区管辖，2021年4月，其被划入新设的临平区。

## 行政区划
南苑街道办事处驻人民大道。南苑街道辖21个社区，分别是：
南苑街道、河南埭社区、东安社区、新城社区、保障桥社区、苏家社区、联盟社区、新丰社区、万常社区、高地社区、西安社区、钱塘社区、翁梅社区、天万社区、红联社区、联胜社区、东湖社区、长树社区、新安社区、时代社区、文仪社区、水景社区  